# Forcipomyia radicicola
Forcipomyia radicicola är en tvåvingeart som beskrevs av Edwards 1924. Forcipomyia radicicola ingår i släktet Forcipomyia och familjen svidknott. Inga underarter finns listade i Catalogue of Life.